# Mammillaria orcuttii
Mammillaria orcuttii är en kaktusväxtart som beskrevs av Boed. Mammillaria orcuttii ingår i släktet Mammillaria och familjen kaktusväxter. Inga underarter finns listade i Catalogue of Life.